# 和成
和成（かずなり、1989年1月8日 - ）は、日本の俳優。福岡県北九州市出身。フリー。

## 略歴
学生時代プロ野球選手を目指していたが怪我により断念。野球部のマネージャーの紹介で事務所に入る。
地元愛が強く３０歳の時に幼馴染の菊池勇太と地元である北九州市門司港を舞台にした短編映画「門司港ららばい」で脚本・監督を担当。菊池はプロデューサーを務める。2021年にスターフライヤーの機内にて半年間の上映。
また３０歳の時に大河ドラマに出たいとう強い思いから山梨県の乗馬クラブに２ヶ月間住み込みをして乗馬を習った。

## 出演

### テレビドラマ
- ダンダリン 労働基準監督官 第11話（2013年、日本テレビ）
- ルーズヴェルト・ゲーム（2014年、TBSテレビ） - 新田達彦 役
- わたしに運命の恋なんてありえないって思ってた （2016年、関西テレビ）
- 牙狼 -魔戒列伝- （2016年、テレビ東京）
- 銭形警部 （2017年 、WOWOW×日本テレビ） - 遠山智 役
- 白衣の戦士 第4話（2019年、日本テレビ） - 高橋 役
- 世にも奇妙な物語’21 夏の特別編 三途の川アウトレットパーク（2021年、フジテレビ） - 森野仁一 役
  - 世にも奇妙な物語’22 夏の特別編 オトドケモノ （2022年） - 森野仁一 役
- ナンバMG5 第3話 -（2022年5月4日 - 、フジテレビ）- 沢田護 役

### 映画
- ハードロマンチッカー（2011年）
- 門司港ららばい（2020年） - 雄一 役 https://www.mojikomovie.thebase.in/

### CM
- アサヒビール「エクストラゴールド」TV CM
- アサヒビール「ブラックニッカ」TV CM
- パラマウントベッド　web（2020年）
- ドミノピザ　TV CM（2020年）
- ライオン「キレイキレイ」TV CM（2020年）
- 小田急電鉄「世田谷男子」web スチール（2020年）
- サントリー「メーカーズマーク / THANKS LABEL編」web（2020年）

### テレビバラエティ
- キャサリン三世（フジテレビ）
- いいものプレミアム（フジテレビ） - 準レギュラー

### 舞台
- 2022 歯軋り 猪狩慎二 役　林屋畳 作・演出 林明寛
- 2018 猫と犬と約束の さざ波役 劇団 TEAM-ODAC 本公演
- 2018 モブサイコ 100 ~裏対裏~ 誇山役 銀河劇場/新神戸オリエンタル劇場
- 2017 黒子のバスケ OVER-DRIVE 若松孝輔役 AiiA THEATER TOKYO/森ノ宮ピロティ ホール
- 2016 黒子のバスケ THE ENCOUNTER 若松孝輔役 池袋サンシャイン劇場

### ミュージカル
- 2016 殿が音痴!? 風雲かぼちゃの馬車10周年記念公演 天下人役 小劇場B1
- 2015 アガルタの虹 ドゥヴェ役 劇団CATMINT
- 2013 川太郎の恋 水瓜役 TACCS1179(俳協ホール)
- 2012 GO,JET!Go!Go!Vol,4,5,6 大地役 劇団空間演人

### MV
- Lugz&Jera「Be with You feat JAY'ED」（2016年）

### 監督・脚本
- 門司港ららばい（2020年）